# PL-01
Le PL-01 est un prototype de véhicule militaire blindé furtif polonais, créé par OBRUM (Centre polonais de recherche et développement pour les appareils mécaniques) sur la base du  véhicule de combat d'infanterie suédois Combat Vehicle 90 avec le soutien du groupe britannique BAE Systems.

## Historique
Le projet-concept du véhicule a été dévoilé le 2 septembre 2013 lors du Salon international de l'industrie de la défense (MSPO-2013) à Kielce en Pologne. Un prototype complet de ce « véhicule de soutien direct » devait être achevé en 2016, le projet devant être finalisé et approuvé à la suite d'une évaluation ; la production de masse était prévue pour 2018.
En 2021, la Pologne annonce l'intention d'achat de nouveaux chars Abrams, ce qui, couplé avec l'absence totale d'information sur le développement du PL-01, laisse penser que le projet a été abandonné.

## Caractéristiques furtives
L'attrait de ce char de la gamme des 25 / 30 tonnes basé sur le char suédois Combat Vehicle 90 se trouve dans ses technologies avancées de camouflage. Ce « concept-char » s'inspire en effet des technologies de furtivité utilisées en aéronautique pour éliminer au maximum sa signature radar. Dans ce but, il combine un design angulaire — qui réduit les échos radar — et une peinture absorbante accentuant cet effet. Cette combinaison n'est pas sans rappeler le F-117 Nighthawk, un avion de combat furtif mythique de l'armée de l'air américaine.
Cependant, la caractéristique principale du PL-01 est son système de camouflage thermique. Basé sur la technologie ADAPTIV de BAE Systems (développée et brevetée en Suède), ce système lui permet de se rendre invisible aux yeux des capteurs infrarouges de détection et de ciblage utilisés par les véhicules de combat (chars, etc.) sur les champs de bataille actuels, grâce à l'emploi de plaques hexagonales (utilisant l'effet Peltier) dont la température est contrôlée et qui recouvrent son extérieur. Combinées à des dissipateurs de chaleur pour son moteur Diesel de 940 ch, ces plaques le rendent indétectable, le char évaluant dans son environnement à l'aide de petits capteurs infrarouges et reproduisant dynamiquement une signature thermique similaire pour s'y confondre.
De plus, grâce à la structure alvéolée des plaques du système ADAPTIV, comparable à des pixels sur un écran, il est possible au PL-01 de reproduire le profil thermique d'un autre type d'appareil, comme une voiture ou un autre objet similaire. Il peut également afficher des messages sur son revêtement extérieur, visibles uniquement par infrarouge, indiquant par exemple à des alliés distants qu'il est de leur côté. Pour se dissimuler dans le spectre visible et non plus dans l'infrarouge, le char peut compter sur un camouflage standard (peinture), ou sur un écran de fumée formé par des lanceurs de grenades fumigènes intégrés tout autour de sa tourelle.
D'autres systèmes similaires à ADAPTIV sont également en cours de développement de par le monde dans les années 2010, entre autres en Israël avec l'IRAP (Invisible Reactive Armor Protection) et aux États-Unis.

## Dans la culture populaire
Dans Grand Theft Auto Online Le TM-02 Khanjali un char très ressemblant au PL-01 est disponible à l'achat.